# 信盛寺 (伊那市)
信盛寺（しんじょうじ）は、長野県伊那市に所在する日蓮正宗の寺院。山号は広布山（こうぶさん）。

## 起源と歴史
- 1880年（明治13年）12月10日 - 大石寺第53世法主日盛により建立される。
- 1911年（明治44年）- 後の第65世法主日淳がこの寺院から出家得度する。
- 1912年（明治45年）4月22日 - 後の第63世法主日満が住職となる。
- 1930年（昭和5年） - 後の第66世法主日達が留守居となる。
- 1965年（昭和40年）11月11日 - 改築される。

## 寺院周辺
- 伊那食品工業
- 伊那市立西春近北小学校

## 交通アクセス
- 飯田線下島駅から徒歩10分